# 크루스 아술
클럽 데포르티보 소시알 이 쿨투랄 크루스 아술(Club Deportivo Social y Cultural Cruz Azul) 또는 CDSC 크루스 아술(C.D.S.C. Cruz Azul), 약칭 크루스 아술(Cruz Azul)은 멕시코의 축구 클럽으로 멕시코 시티를 연고로 한다.

## 주요 성적

### 멕시코 국내 대회
- 멕시코 프리메라 디비시온: 우승 8회 (1968-69, 멕시코 1970, 1971-72, 1972-73, 1973-74, 1978-79, 1979-80, 1997 동계 리그), 준우승 9회 (1969-70, 1980-81, 1986-87, 1988-89, 1994-95, 1999 동계 리그, 2008 하계 리그, 2008 동계 리그, 2009 동계 리그)
- 멕시코 세군다 디비시온: 우승 1회 (1963-64)
- 코파 멕시코: 우승 2회 (1968-69, 1996-97), 준우승 2회 (1973-74, 1987-88)
- 캄페온 데 캄페오네스: 우승 2회 (1968-69, 1972-73), 준우승 1회 (1972)
- 코파 파추카: 우승 5회 (1997, 1998, 2002, 2006, 2007), 준우승 2회 (2000, 2005)

### 국제 대회
- CONCACAF 챔피언스리그: 우승 5회 (1969, 1970, 1971, 1996, 1997), 준우승 2회 (2008-09, 2009-10)
- 코파 리베르타도레스: 준우승 1회 (2001)
- 코파 인테라메리카나: 준우승 1회 (1972)

## 선수 명단

### 현역
참고: FIFA 자격 규정에 따라 소속된 국가대표팀 국기를 표시합니다. 선수는 복수의 FIFA 비회원국 국적을 가지고 있을 수 있습니다.
| 번호 | 포지션 | 국적     | 이름              |
| ---- | ------ | -------- | ----------------- |
| 8    | MF     |          | 로렌조 파라벨리   |
| 15   | MF     | 우루과이 | 이그나시오 리베로 |
| 18   | MF     |          | 루카 로메로       |

| 번호 | 포지션 | 국적     | 이름        |
| ---- | ------ | -------- | ----------- |
| 23   | GK     | 콜롬비아 | 케빈 미에어 |

## 역대 감독
| 감독                     | 임기      |
| ------------------------ | --------- |
| 루벤 오마르 로마노       | 2005      |
| 프란시스코 헤메스 마르틴 | 2016~2017 |
| 디에고 아구이레          |           |
| 마르틴 안셀미            |           |